# Polyacanthorhynchus macrorhynchus
Espèce
Synonymes
- Echinorhynchus macrorhynchus Diesing, 1851 - protonyme

Polyacanthorhynchus macrorhynchus est une espèce d'acanthocéphales de la famille des Polyacanthorhynchidae.
C'est un parasite digestif de l'arapïma gigas d'Amazonie.
Il a été découvert par Diesing en 1851,.